# Grunwald Ruda Śląska
Grunwald Ruda Śląska – polski klub piłkarski z Rudy Śląskiej, powstały w 1920 roku.

## Informacje ogólne
- Barwy: zielono-białe
- Adres: Kłodnicka 54, 41-706 Ruda Śląska-Halemba
- Stadion: przy ul. Kłodnickiej

pojemność - 3000 (528 miejsc siedzących i ok. 2500 miejsc stojących)
oświetlenie - brak
wymiary: 102 m × 68 m
- Prezes: Teodor Wawoczny
- Trener: Grzegorz Kapica

## Historia

### Założenie klubu
Nigdy nie udało się ustalić dokładnej daty powstania klubu. Była to na pewno wiosna 1920 roku i wówczas na Śląsku z inicjatywy Polskiego Komisariatu Plebiscytowego w Bytomiu powstało 137 klubów sportowych zrzeszonych w 11 obwodach, w tym Klub Sportowy Gwiazda Halemba, czyli dzisiejszy Grunwald. Założycielami Gwiazdy byli Piotr Mika, Augustyn Wicik i Paweł Moroń.

### Nazwy
- 1920–1926, 1930–1934 – KS Gwiazda Halemba
- 1934-1946 – KS Widzew Halemba
- 1946–1949 – RKS Gwiazda Halemba
- 1949–1950 – KS Unia Kłodnica
- 1957–1961 – GKS Grunwald Kłodnica
- 1961–1979 – GKS Grunwald Halemba
- 1979–nadal – GKS Grunwald Ruda Śląska

skróty:
KS – Klub Sportowy
GKS – Górniczy Klub Sportowy
RKS – Robotniczy Klub Sportowy

### Pierwszy mecz
Pierwszy oficjalny mecz Gwiazda rozegrała 3 października 1920 roku, wygrywając z Życiem Kochłowice (protoplasta dzisiejszej Uranii Ruda Śląska) 7-0.
W rewanżu halembianie przegrali w Kochłowicach 1-2.

## Sukcesy
- Występy w II lidze: 1998/1999 (8. miejsce) i 1999/2000 (19. miejsce)
- Puchar Polski: 1/16 finału - 1987/1988 i 1998/1999
- Najwięcej spotkań ligowych: Bernard Koziołek - 428
- Najwięcej bramek ligowych: Franciszek Pawlik - 101
- Najwyższe zwycięstwo ligowe: 14:0 z Kolejarzem Piotrowice - 13.05.1962
- Najwyższa porażka ligowa: 0:16 ze Zgodą Świętochłowice - 3.04.1949

## Obecny skład
Stan na 15 lipca 2020. Źródła:.
| Nr | Poz. | Piłkarz           |
| -- | ---- | ----------------- |
|    | BR   | Mateusz Stasiczek |
|    | BR   | Eryk Lomania      |
|    | OB   | Karol Ostrowski   |
|    | OB   | Damian Poprawa    |
|    | OB   | Patryk Sobstyl    |
|    | OB   | Jakub Wadas       |
|    | OB   | Jakub Wojtaczka   |
|    | OB   | Ireneusz Żmurko   |
|    | PO   | Kamil Aruczan     |
|    | PO   | Jakub Dolecki     |
|    | PO   | Jakub Kubica      |

| Nr | Poz. | Piłkarz            |
| -- | ---- | ------------------ |
|    | PO   | Bartosz Gąsior     |
|    | PO   | Miłosz Jastrzębski |
|    | PO   | Kaiki Ozaki        |
|    | PO   | Mikołaj Kasprzyk   |
|    | PO   | Michał Kowalczyk   |
|    | PO   | Jakub Kozłowski    |
|    | PO   | Kamil Skorupa      |
|    | NA   | Dariusz Kot        |
|    | NA   | Wojciech Jankowski |
|    | NA   | Michał Podlacha    |
|    | NA   | Dawid Ogłoza       |